# Ciclisti morti in incidenti in bicicletta
Le seguenti liste dei ciclisti morti in incidenti in bicicletta rappresentano i professionisti che hanno perso la vita mentre utilizzavano la bicicletta, sia durante una competizione sia in allenamento.

## Ciclisti morti durante una competizione o in seguito a incidenti avvenuti durante una competizione
| Nome                     | Immagini | Status competitivo                         | Data del decesso   | Nazionalità       | Informazioni aggiuntive |
| ------------------------ | -------- | ------------------------------------------ | ------------------ | ----------------- | --- |
| Pierre Forget            | -        | Ciclista su pista                          | 1894, 21 agosto    | Francia           | Caduta all'interno del Velodromo di Vichy durante una gara di tandem. Morì 6 giorni più tardi all'età di 21 anni. Fu la prima morte in ambito ciclistico su suolo francese |
| Bert Harris              | -        | Ciclista su pista                          | 1897, 21 aprile    | Gran Bretagna     | Durante una gara a Aston, la ruota anteriore di Harris toccò la ruota posteriore di un altro atleta, provocando la caduta del britannico, il quale impattò con il volto sul terreno. Harris morì pochi giorni più tardi senza aver mai ripreso conoscenza |
| Oscar Aaronson           | -        | Ciclista su pista                          | 1900, 22 dicembre  | Svezia            | Rimasto coinvolto in un incidente avvenuto il 16 dicembre durante la Sei Giorni del Madison Square Garden di New York City, morì 6 giorni più tardi a causa delle conseguenze della caduta per una polmonite |
| Charles Kerff            | -        | Ciclista su strada                         | 1902, 18 maggio    | Belgio            | Durante la competizione Marsiglia-Parigi, Kerff cadde. Venne portato d'urgenza all'ospedale di Aix-en-Provence, ma all'arrivo fu dichiarato deceduto |
| Harry Elkes              | -        | Ciclista su pista                          | 1903, 30 maggio    | Stati Uniti       | Morì a seguito di un incidente al Velodromo di Charles River a Cambridge (Massachusetts) |
| Alfred Görnemann         | -        | Ciclista su pista                          | 1903, 11 ottobre   | Germania          | Cadde dopo aver impattato con la ruota anteriore nella ruota posteriore del suo compagno l'11 ottobre, morendo la sera dello stesso giorno. L'anno prima di passare professionista, nel 1902 il tedesco aveva vinto il campionato del mondo amatoriale su pista nella specialità col derny |
| Jules Oreggia            | -        | Ciclista su pista                          | 1904, 15 maggio    | Francia           | Morto in seguito a una caduta durante una gara nella specialità col derny al Velodromo di Marsiglia |
| Pilack                   | -        | Ciclista su pista                          | 1904, 16 giugno    | Germania          | Morto in una gara su pista a causa di un incidente mentre stava correndo come gregario |
| Paul Dangla              | -        | Ciclista su pista                          | 1904, 18 giugno    | Francia           | Morto nel Velodromo di Magdeburgo. Dangla era il detentore del record del mondo di ciclismo su pista vinto nel 1903 |
| Karl Käser               | -        | Ciclista su pista                          | 1904, 14 agosto    | Germania          | Rimase coinvolto in uno scontro fatale in gara con Thaddeus Robl al Velodromo Plauen in Sassonia. Käser stava usando un tubolare di misura 24 pollici su una ruota di misura 22 pollici e, pochi attimi prima dell'incidente, si era sfilato il casco protettivo |
| George Leander           | -        | Ciclista su pista                          | 1904, 23 agosto    | Stati Uniti       | Al Velodromo Parc des Princes di Parigi, rimase coinvolto in una caduta alla velocità di 92 km/h, morendo a seguito del trauma riportato |
| Jimmy Michael            | -        | Ciclista su strada e su pista              | 1904, 21 novembre  | Gran Bretagna     | Negli anni precedenti al decesso, Michael era stato vittima di diverse cadute al Velodromo di Berlino, almeno una delle quali aveva provocato la frattura del cranio. Probabilmente, aveva subito anche un trauma cerebrale, dato che dall'incidente aveva iniziato a soffrire di mal di testa, aveva manifestato una paralisi parziale del volto e aveva presentato diversi vuoti di memoria. La notte prima di una competizione tra Regno Unito e Stati Uniti d'America sul piroscafo 'Savoia', Michael ebbe problemi di salute, riportando nausea e dicendo al capitano della nave che quei sintomi derivavano da un incidente avuto al Velodromo di Berlino. Le fonti riportano che Michael morì di delirium tremens causato dall'alcol, sostanza di cui aveva iniziato ad abusare per lenire i mal di testa, o per un'emorragia cerebrale |
| Charles Albert Brécy     | -        | Ciclista su pista                          | 1904, 25 novembre  | Francia           | Subì una caduta a causa di un problema al motore della moto che lo precedeva su pista, morendo 11 giorni più tardi. L'incidente avvenne durante un tentativo da parte di Brécy di abbattere il record dell'ora dietro moto al Velodromo di Parc des Princes |
| Hubert Sevenich          | -        | Ciclista su pista                          | 1905, 7 maggio     | Germania          | Al Velodromo di Brunswick, morì in seguito a una collisione con un derny durante una competizione |
| Willy Schmitter          | -        | Ciclista su pista                          | 1905, 18 Settembre | Germania          | Durante i campionati europei al Velodromo di Leipzig, una caduta gli provocò la frattura del cranio, causandone la morte poche ore dopo |
| Gustav Freudenberg       | -        | Ciclista su pista                          | 1906, 29 aprile    | Germania          | Morì in pista in seguito alla collisione con un derny a causa delle ferite riporate |
| Richard Huhndorf         | -        | Ciclista su pista                          | 1906, 22 luglio    | Germania          | Durante la competizione Kleinen Golden Rad von Halle, gara di 100 km, fu coinvolto in una caduta rivelatasi fatale |
| Charles Péguy            | -        | Ciclista su pista                          | 1907, 9 giugno     | Francia           | Morto in seguito a un incidente al Velodromo Spandau di Berlino |
| Louis Mettling           | -        | Ciclista su pista                          | 1907, 21 giugno    | Stati Uniti       | Morto nel sonno in seguito a un incidente avvenuto nei 50 km dietro derny al Velodromo di Dresda ben 12 giorni prima |
| Gustav Schadebrodt       | -        | Ciclista su pista                          | 1907, 22 ottobre   | Germania          | Morto al Velodromo di Brandeburgo durante una competizione dietro il derny guidato da suo fratello Otto, suo compagno di squadra |
| Karel Verbist            | -        | Ciclista su pista                          | 1909, 21 giugno    | Belgio            | Morto al Velodromo di Bruxelles in seguito all'impatto con il derny del suo compagno di squadra Constant Ceurremans. Verbist divenne per l'incidente subito il protagonista di un poemetto che recita Chareltje, Chareltje Verbist, hadt ge niet gereden op de pist(e), hadt ge niet gelegen in de kist il quale può essere tradotto con Verbist, se tu non avessi corso con la tua bicicletta, potresti non essere finito in una bara |
| Fritz Theile             | -        | Ciclista su pista                          | 1911, 4 giugno     | Germania          | Morto al Velodromo di Zehlendorf |
| August Kraft             | -        | Ciclista su pista                          | 1913, 25 luglio    | Germania          | Morto al Velodromo di Strasburgo |
| Richard Scheuermann      | -        | Ciclista su pista                          | 1913, 8 settembre  | Germania          | Morto quasi istantaneamente al Velodromo di Colonia in una gara di 100 km. Gus Lawson, alla guida del derny di Paul Guignard, perse il controllo del mezzo in seguito alla fuoriuscita del tubolare posteriore della moto. Emil Meinhold, il compagno di squadra di Scheuermann alla guida del suo derny, si schiantò a circa 80 km/h contro la moto avversaria, provocando la caduta anche del tedesco. Entrambi i compagni di squadra vennero dichiarati morti nell'incidente, ma fu un errore dato che a perire nell'incidente non fu l'uomo che guidava il derny di Scheuermann ma quello avversario, ossia Gus Lawson. In seguito, invece, Emil Meinhold continuò la propria attività al volante del derny nelle mondo delle competizioni su pista |
| Hans Lange               | -        | Ciclista su pista                          | 1913, 21 settembre | Germania          | Morto al Velodromo di Hall |
| Max Hansen               | -        | Ciclista su pista                          | 1913, 12 ottobre   | Germania          | Morto al Velodromo di Berlino |
| Piet van Nek sr.         | -        | Ciclista su pista                          | 1914, 14 Aprile    | Paesi Bassi       | In una competizione al Velodromo di Leipzig, il tubolare si sgonfiò. La competizione era il Grote Oostprijs, una corsa su pista di oltre 100 km. La lapide di van Nek è tutt'oggi monumento di interesse di Amsterdam |
| Willy Hamann             | -        | Ciclista su pista                          | 1914, 21 luglio    | Germania          | Morto in seguito a un incidente al Velodromo di Treptow occorso 6 giorni prima del decesso |
| Jacob Esser              | -        | Ciclista su pista                          | 1917, 8 luglio     | Germania          | Morto poco dopo un incidente avvenuto al Velodromo di Düsseldorf in seguito allo scoppio di un suo tubolare che ne causò la caduta |
| Louis Darragon           | -        | Ciclista su pista                          | 1918, 28 aprile    | Francia           | Morto in una caduta al Vélodrome d'Hiver di Parigi |
| Peter Günther            | -        | Ciclista su pista                          | 1918, 7 ottobre    | Germania          | Il tedesco ebbe un incidente il 6 ottobre al Velodromo di Düsseldorf quando il ciclista si scontrò contro il proprio derny dopo che la ruota posteriore di questo aveva preso fuoco. La caduta ne causò la morte il giorno seguente |
| Hans Schneider           | -        | Ciclista su pista                          | 1920, gennaio      | Germania          | |
| Emanuel Kudela           | -        | Ciclista su pista                          | 1920, 22 settembre | Germania          | Morto in seguito a un incidente in gara al Velodromo Olympia di Berlino |
| Walter Ebert             | -        | Ciclista su pista                          | 1924, 1º giugno    | Germania          | Morto in seguito a un incidente in gara al Velodromo di Magdeburgo |
| Gustave Ganay            | -        | Ciclista su pista                          | 1926, 23 Agosto    | Francia           | Morto in seguito a un incidente in gara al Velodromo di Parc des Princes di Parigi. L'incidente fu descritto da Ernest Hemingway nella sua autobiografia incompiuta Festa Mobile scrivendo: Where we saw that great rider Ganay fall and heard his skull crumple under the crash helmet as you crack an hard-boiled egg against a stone to peel it on a picnic. ovvero Quindi vedemmo la caduta di quel gran corridore di Ganay e sentimmo il suo cranio accartocciarsi sotto il casco come un uovo sodo contro una roccia quando lo si pulisce a un picnic |
| Franz Krupkat            | -        | Ciclista su pista                          | 1927, 1º giugno    | Germania          | Morto nel Velodromo di Leipzig |
| Georg Pawlack            | -        | Ciclista su pista                          | 1933, 10 giugno    | Germania          | Travolto da un derny dopo che era caduto a causa del terreno della pista, scivoloso a causa della pioggia |
| Georges Lemaire          | -        | Ciclista su strada                         | 1933, 29 settembre | Belgio            | Morì in una caduta durante i campionati belgi su strada per club a Uccle. Precedentemente, nel 1929, Lemaire si era aggiudicato il titolo di campione nazionale belga su strada |
| Emil Richli              | -        | Ciclista su pista                          | 1934, 13 maggio    | Svizzera          | Morì in una caduta durante una competizione su pista |
| Francisco Cepeda         | -        | Ciclista su strada                         | 1935, 14 luglio    | Spagna            | Durante il Tour de France 1935, Cepeda cadde fatalmente in un burrone vicino a Bourg-d'Oisans durante la discesa del Col du Galibier. Cepeda fu il primo dei tre ciclisti a morire sulle strade del Tour (dopo di lui ci furono Tommy Simpson nel 1967 e Fabio Casartelli nel 1995) |
| Giulio Bartali           | -        | Ciclista su strada (dilettante)            | 1936, 14 giugno    | Italia            | Fratello e compagno di allenamento di Gino Bartali, Giulio stava partecipando insieme a Gino in una gara regionale a Firenze, la Targa Chiari, quando un'auto irruppe sul percorso investendo l'italiano. Giulio morì due giorni dopo in ospedale, senza aver mai ripreso conoscenza. Nel 1959, in seguito alla morte del chirurgo che lo aveva operato, fu resa pubblica una lettera scritta dallo stesso dottore per chiedere scusa alla madre del defunto in cui veniva confessato un errore irrimediabile in sala operatoria, il quale, secondo l'autore, avrebbe causato la morte del ciclista |
| Len Johnson              | -        | Ciclista su strada                         | 1936, 8 agosto     | Australia         | Durante la competizione Melbourne-Sale, Johnson rallentò a causa di una foratura sulla Princes Highway, venendo così travolto da un camion carico di legname |
| Stefan Veger             | -        | Ciclista su pista                          | 1936, 1º novembre  | Paesi Bassi       | Morto durante una competizione al Velodromo di Gand |
| André Raynaud            | -        | Ciclista su pista                          | 1937, 20 marzo     | Francia           | Morto durante una competizione allo Sportpaleis di Anversa. Raynaud si era laureato campione del mondo nel 1936 nella specialità col derny |
| Adrien Buttafochi        | -        | Ciclista su strada                         | 1937, 29 giugno    | Francia           | Durante il Grand Prix d'Antibes, nella discesa del Col Esteret, Buttafochi si schiantò contro un veicolo contromano che stava risalendo la strada. Dopo alcuni giorni di coma, il francese morì |
| Hefty Stuart             | -        | Ciclista su pista                          | 1938, 9 dicembre   | Australia         | Durante un evento dietro moto, il tubolare anteriore di Stuart si sgonfiò, causandone la caduta. L'australiano fu travolto da un'altra moto dell'evento, morendo due settimane dopo l'incidente |
| Jean Alavoine            | -        | Ciclista su strada (ex professionista)     | 1943, 18 luglio    | Francia           | Dopo una lunga e vittoriosa carriera, durata dal 1908 al 1925, in cui aveva trionfato per ben 17 volte in tappe del Tour de France, sfiorando più volte il successo finale e aggiudicandosi il primo podio francese nella storia del Giro d'Italia, Alavoine morì all'età di 55 anni in una gara amatoriale per vecchie glorie ad Argenteuil |
| Richard Depoorter        | -        | Ciclista su strada                         | 1948, 16 giugno    | Belgio            | Inizialmente si pensava che durante il Tour de Suisse, nella discesa del Passo del Susten vicino a Berna, Depoorter fosse caduto in un burrone non riuscendo a impostare correttamente una curva all'uscita di una galleria, morendo poco dopo l'incidente a causa della frattura del cranio. In seguito però si scoprì invece che Depoorter era stato investito e schiacciato da un'auto del seguito in una galleria. In carriera Depoorter aveva vinto la Liegi-Bastogne-Liegi nel 1943 e 1947 |
| Léon Level               | -        | Ciclista su pista                          | 1949, 26 marzo     | Francia           | In una competizione al Velodromo di Parc des Princes di Parigi, Level cadde fratturandosi fatalmente il cranio. Attivo anche su strada, nel 1936 era riuscito anche a imporsi in una frazione del Tour de France |
| Paul Chacque             | -        | Ciclista su pista                          | 1949, settembre    | Francia           | Morto fratturandosi il cranio in un incidente durante una competizione al velodromo del Parco dei Principi di Parigi |
| Paul Kroll               | -        | Ciclista su pista                          | 1949, 8 novembre   | Germania occupata | Deceduto in un incidente al Velodromo Funkturm di Berlino durante la gara di 1000 giri |
| Gerard van Beek          | -        | Ciclista su strada                         | 1951, 15 marzo     | Paesi Bassi       | Durante la Sei giorni di Berlino di marzo, van Beek cadde fratturandosi fatalmente il cranio |
| Camille Danguillaume     | -        | Ciclista su strada                         | 1951, 26 giugno    | Francia           | Durante il Critérium International, Danguillaume ebbe una collisione con una moto della stampa restando ucciso |
| Serse Coppi              | -        | Ciclista su strada                         | 1951, 29 giugno    | Italia            | Al Giro del Piemonte, durante lo sprint finale infilò con la ruota un binario del tram, cadde e picchiò la testa a terra, in Corso Casale a Torino, a poche centinaia di metri dall'arrivo al Motovelodromo. Le conseguenze dell'incidente non sembrarono in un primo momento gravi, ma dopo essere rientrato in albergo le sue condizioni peggiorarono improvvisamente e l'infortunio si rivelò fatale: fu colpito da un'emorragia cerebrale e morì a soli 28 anni la sera dello stesso giorno |
| Rudi Mirke               | -        | Ciclista su pista                          | 1951, 10 dicembre  | Germania          | Alla Sei giorni di Berlino, morì in seguito a una caduta in gara |
| Orfeo Ponsin             | -        | Ciclista su strada                         | 1952, 20 maggio    | Italia            | Durante la quarta tappa del Giro d'Italia 1952, Ponsin morì in seguito a una caduta nella discesa della Merluzza, sbattendo contro un albero nel corso della quarta tappa Siena-Roma. Il padovano Ponsin divenne così la prima delle quattro vittime del Giro d'Italia, essendo seguito da Juan Manuel Santisteban nel 1976, Emilio Ravasio nel 1986 e Wouter Weylandt nel 2011 |
| Erich Metze              | -        | Ciclista su pista                          | 1952, 28 luglio    | Germania          | Nel corso della sua lunga carriera che spazzava dal 1930 al 1952, Metze si era provocato tre fratture del cranio, l'ultima delle quali, procurata al Velodromo di Erfurt si rivelò fatale |
| Stan Ockers              | -        | Ciclista su pista                          | 1956, 1º ottobre   | Belgio            | Il 29 settembre 1956, durante una gara su pista nel Palasport di Anversa, cadde fratturandosi il cranio. Trasportato in ospedale, morì due giorni dopo. Campione tra i più amati in Belgio grazie ai suoi successi su strada, fra i quali il Campionato del mondo di ciclismo su strada 1955 e la Liegi-Bastogne-Liegi 1955, fu onorato con funerali solenni, alla presenza del re Baldovino del Belgio e di ventimila persone. L'anno seguente fu eretto un monumento in suo onore a La Roche-en-Ardenne, sulla Côte des Forges, nelle Ardenne |
| Joaquín Polo             | -        | Ciclista su strada                         | 1958, 4 agosto     | Spagna            | Morto di disidratazione durante la Volta a Portugal |
| Raúl Motos               | -        | Ciclista su strada                         | 1958, 4 agosto     | Spagna            | Morto di disidratazione durante la Volta a Portugal |
| Russell Mockridge        | -        | Ciclista su strada                         | 1958, 13 settembre | Australia         | Mockridge fu investito durante il Tour of Gippsland da un autobus. Mockridge aveva precedentemente vinto due ori olimpici su pista nel 1952, una nel chilometro da fermo e una nel tandem |
| Knud Enemark Jensen      | -        | Ciclista su strada                         | 1960, 26 agosto    | Danimarca         | Quello di Jensen è stato il primo decesso durante i Giochi olimpici moderni, morendo durante i Giochi della XVII Olimpiade di Roma nel 1960 e una delle prime vittime del doping nello sport. Il 26 agosto 1960 a Roma era una giornata molto calda, con punte di 42 °C: si correva la 100 chilometri a squadre olimpica. Intorno a metà prova, in località Casal Palocco, Jensen perse l'equilibrio e cadde, vittima di un'apparente insolazione, fratturandosi il cranio. Subito apparso versare in gravi condizioni, con un ematoma frontale e febbre oltre 40 °C, venne trasportato d'urgenza all'Ospedale Sant'Eugenio di Roma, ma entrò in coma e, pur posto in tenda a ossigeno, venne dichiarato morto tre ore dopo l'incidente. L'autopsia mostrò che la causa della caduta non era stata una semplice insolazione, a differenza di quanto pensato inizialmente, ma un'intossicazione dovuta all'assunzione, per via endovenosa, di una dose troppo forte di stimolanti, aggravata chiaramente dallo sforzo fisico cui l'atleta era sottoposto durante la prova. Anche Jørgen Jørgensen, un altro dei componenti della selezione danese per la cronosquadre, trascinato nella caduta da Jensen, fu vittima della pretesa "insolazione". Poco dopo il decesso di Jensen, un giornale pubblicò una confessione dell'allenatore della squadra danese ai Giochi, Jørgensen. Il coach dichiarava che i suoi atleti avevano effettivamente assunto una sostanza, per la precisione un medicinale svizzero, atto a migliorare la circolazione sanguigna, e che i medici della formazione sapevano di queste pratiche. Tale versione venne sostenuta anche del presidente della Federciclismo danese, ma venne poi ritrattata dallo stesso allenatore. A quanto pare poco prima del via Jensen aveva assunto Ronicol, nome commerciale di un farmaco contenente alcol di nicotinile tartrato, un principio attivo che funziona da dilatatore dei vasi periferici, per favorire l'afflusso di sangue in loco, ma che può portare a cali di pressione; dall'esame tossicologico vennero comunque trovate tracce di diversi tipi di anfetamine. Ciò nonostante il 24 marzo 1961 i tre medici che effettuarono l'autopsia presentarono il referto definitivo in cui affermavano che la morte era stata causata dalla frattura del cranio conseguente al colpo di calore, senza menzionare le sostanze dopanti trovate nel suo corpo. La famiglia di Jensen ricevette un milione di lire (del 1960) come risarcimento. La morte dell'atleta indusse il Comitato Olimpico Internazionale a istituire nel 1967 una commissione medica e test per la ricerca di sostanze dopanti ai Giochi invernali del 1968 a Grenoble e ai Giochi estivi di Città del Messico. |
| Alessandro Fantini       | -        | Ciclista su strada                         | 1961, 5 maggio     | Italia            | Fantini morì dopo una caduta alla sesta tappa del Giro di Germania. In precedenza era riuscito a vincere sette tappe del Giro d'Italia e due tappe del Tour de France |
| Tom Simpson              | -        | Ciclista su strada                         | 1967, 13 luglio    | Gran Bretagna     | Simpson aveva vinto in carriera i Campionati del mondo di ciclismo su strada 1965, il Giro delle Fiandre 1961, la Milano-Sanremo 1964 e il Giro di Lombardia 1965. Simpson è ricordato soprattutto per la sua tragica morte, avvenuta durante la tredicesima tappa del Tour de France 1967: nella salita del Mont Ventoux, in una giornata eccezionalmente calda, Simpson andò in crisi e si fermò, ma volle proseguire anche per l'incitamento ricevuto dai presenti. Dopo pochi minuti ebbe un collasso cardiaco e tutti i tentativi di rianimarlo furono inutili. In base ai risultati dell'autopsia, concause della morte furono il caldo e le anfetamine da lui assunte per migliorare la propria prestazione. Simpson è per questo motivo considerato una delle prime vittime del doping. Simpson è stata la seconda vittima del Tour de France dopo Francisco Cepeda nel 1935 e seguito da Fabio Casartelli nel 1995 |
| Valentín Uriona          | -        | Ciclista su strada                         | 1967, 30 luglio    | Spagna            | Uriona morì durante i Campionati spagnoli di ciclismo su strada. In precedenza, Uriona aveva trionfato in tre tappe della Vuelta a España |
| José Samyn               | -        | Ciclista su strada                         | 1969, 28 agosto    | Francia           | Morì a causa di un incidente occorsogli in un criterium a Zingem, dopo aver colpito uno spettatore, aver battuto pesantemente la testa ed essere andato in coma. Il decesso avvenne a distanza di tre giorni dall'incidente. Alla sua memoria è oggi dedicata una corsa in linea che si svolge tra Frameries e Dour, nella provincia dell'Hainaut, in Belgio. La corsa oggi si chiama semplicemente Le Samyn e prese questo nome dal 1970, alla sua terza edizione, perché José Samyn fu il ciclista che si aggiudicò la prima edizione di questa competizione quando si chiamava Grand Prix de Fayt-le-Franc. Dal 2012 viene organizzata anche una prova femminile Le Samyn des Dames. In carriera Samyn si era affermato, oltre che nella competizione che poi prese il suo nome, anche in altre gare su Pavé e persino in una tappa del Tour de France 1967 |
| Radamés Treviño          | -        | Ciclista su strada                         | 1970, 12 aprile    | Messico           | Treviño morì a seguito di una caduta durante una gara regionale fra Pachuca e Città del Messico. Dopo la sua morte, è stato dedicato all'onore del corridore un velodromo in Messico |
| Jean-Pierre Monseré      | -        | Ciclista su strada                         | 1971, 15 marzo     | Belgio            | Monseré in carriera aveva già vinto il Giro di Lombardia 1969 e si era laureato campione del mondo su strada nel 1970. L'anno successivo il neocampione del mondo si era preparato con grandissima intensità per fare sua la Milano-Sanremo, obiettivo dichiarato, e battere Eddy Merckx, già tre volte vincitore. Dopo aver curato la preparazione in Spagna, vincendo in febbraio la Vuelta ad Andalucía, tornò in Belgio per prendere parte a un'ultima kermesse, pochi giorni prima della gara. Proprio qui trovò la morte, investito da un'automobile uscita fuori dalla fila nonostante polizia e organizzatori intimassero a tutti di fermarsi. La Sanremo 1971 venne vinta da Eddy Merckx, che il giorno dopo andò a deporre i fiori della premiazione sulla tomba dello sfortunato rivale. All'epoca Monseré era già padre di un bimbo di tre anni, Giovanni. Per una tragica coincidenza, prima di compiere i sette anni Giovanni perse la vita investito da un'auto mentre passeggiava in bicicletta per le strade di Rumbeke |
| Manuel Galera            | -        | Ciclista su strada                         | 1972, 14 febbraio  | Spagna            | Galera morì durante la Vuelta a Andalucía 1972. In sua memoria nel 1974 una scuola di ciclismo fu rinominata col nome di Galera e, dal 2004 si disputa il Memorial Manuel Galera |
| Graeme Jose              | -        | Ciclista su strada                         | 1973, 23 giugno    | Spagna            | Jose morì mentre stava prendendo parte a una gara a Feldkirch, in Austria. Jose si schiantò nel retro di un camion parcheggiato, perdendo la vita |
| Juan Manuel Santisteban  | -        | Ciclista su strada                         | 1976, 21 maggio    | Spagna            | Santisteban, vincitore in carriera di due tappe della Vuelta a España, è la seconda delle quattro vittime delle strade del Giro d'Italia. Nella tappa di Acireale, all'uscita di curva Santisteban sbandò, cadendo e battendo violentemente la testa contro il guard rail. Portato d'urgenza all'ospedale di Catania, le operazioni di soccorso si rivelarono inutili. Prima di lui, al Giro d'Italia era morto Orfeo Ponsin nel 1952, mentre sono succedute alla morte di Santisteban quelle di Emilio Ravasio nel 1986 e di Wouter Weylandt nel 2011 |
| Karl Kaminski            | -        | Ciclista su pista                          | 1978, 8 ottobre    | Germania Est      | Morto in seguito a una caduta al Velodromo di Leipzig |
| Joaquim Agostinho        | -        | Ciclista su strada                         | 1984, 10 maggio    | Portogallo        | Nell'aprile 1984, durante la Volta ao Algarve, gara a tappe che stava conducendo, a pochi metri dall'arrivo della tappa di Quarteira (Loulé), Agostinho urtò un cane entrato alla sede stradale, cadendo rovinosamente a poche centinaia di metri dall'arrivo e battendo pesantemente la testa. Risalì in sella e tagliò il traguardo accompagnato da altri corridori. Apparentemente soltanto stordito dalla botta, venne medicato dall'ambulanza e fece ritorno in albergo. Dopo due ore, però, venne portato all'ospedale di Faro, dove una radiografia evidenziò la rottura dell'osso parietale del cranio. Trasferito d'urgenza a Lisbona, cadde in coma durante il tragitto in ambulanza, morendo in ospedale dieci giorni dopo, senza essersi più ripreso |
| Emilio Ravasio           | -        | Ciclista su strada                         | 1986, 28 maggio    | Italia            | Ravasio morì durante la sua seconda stagione da professionista sulle strade del Giro d'Italia. Il brianzolo fu vittima di una caduta nella prima tappa del Giro: si rialzò e arrivò al traguardo posto a Sciacca, ma dopo poche ore fu colpito da un malore e morì dopo sedici giorni di coma all'ospedale di Palermo. Ravasio fu la terza delle quattro vittime del Giro d'Italia dopo Orfeo Ponsin nel 1952 e Juan Manuel Santisteban nel 1976 e prima di Wouter Weylandt nel 2011 |
| Vicente Mata             | -        | Ciclista su strada                         | 1987, 17 febbraio  | Spagna            | Morì in seguito a una collisione con una macchina durante il Trofeo Luis Puig |
| Michel Goffin            | -        | Ciclista su strada                         | 1987, 27 febbraio  | Belgio            | In seguito a una caduta al Tour du Haut-Var, Goffin rimase sei giorni in coma, per poi morire per le ferite riportate |
| Connie Meijer            | -        | Ciclista su strada                         | 1988, 17 agosto    | Paesi Bassi       | Meijer stava gareggiando a Naaldwijk, quando iniziò ad accusare una forma grave di nausea. Si rese necessario l'intervento dell'ambulanza, ma l'olandese morì per un attacco di cuore prima che questa raggiungesse l'ospedale. Approfondimenti successivi portarono alla luce che la causa della morte era stata un'influenza ignorata. In sua memoria, fu inaugurato il Trofeo Connie Meijer, una competizione femminile a Parel van de Veluwe, rinominando una competizione già esistente nella quale la stessa Meijer si era affermata vincitrice nel 1988 |
| Diego Pellegrini         | -        | Ciclista su strada (dilettante)            | 1993, 3 settembre  | Italia            | Morto a 24 anni durante una tappa del Giro della Valle d'Aosta a seguito di una caduta nella discesa dal Colle di San Carlo. |
| Fabio Casartelli         | -        | Ciclista su strada                         | 1995, 18 luglio    | Italia            | Fabio Casartelli era il campione olimpico di ciclismo su strada in carica, avendo vinto l'oro fra i dilettanti (unica competizione ai Giochi in quegli anni) ai Giochi della XXV Olimpiade di Barcellona nel 1992. Il 18 luglio 1995 si stava correndo la quindicesima tappa del Tour de France, da Saint-Girons a Cauterets. Verso mezzogiorno, mentre il gruppo dei corridori scendeva il Col de Portet-d'Aspet verso Ger-de-Boutx, a una velocità di circa 80 km/h, si verificò una caduta collettiva. Anche Casartelli rimase coinvolto: perse il controllo della bicicletta, sbatté violentemente la testa contro un paracarro e restò a terra esanime. Subito soccorso dal dottor Gérard Porte, fu trasportato in elicottero all'ospedale di Tarbes, dove venne dichiarato morto alle ore 14:00, dopo tre arresti cardiaci e senza aver mai ripreso conoscenza. Lasciò la moglie Annalisa, ex ciclista, sposata nell'autunno del 1993, e il figlio Marco, nato il 13 maggio 1995, con i quali viveva ad Albese con Cassano, sulle colline tra Erba e Como. Al momento della caduta, Casartelli non indossava il casco di protezione. La sua morte provocò una forte commozione nel mondo del ciclismo professionistico e iniziò una discussione sull'introduzione di norme che rendessero obbligatorio l'utilizzo del casco nelle gare di ciclismo, il che avvenne però solo nel 2003 dopo la morte di un altro ciclista, Andrej Kivilëv. Il giorno successivo alla morte di Casartelli, dopo un minuto di silenzio, partì la sedicesima tappa, che venne neutralizzata: in un mesto trasferimento, il gruppo rimase compatto e a bassa andatura; al traguardo, davanti al resto del gruppo, passarono affiancati tutti i ciclisti della Motorola, squadra di Casartelli. Primo, solo per la cronaca, concluse Andrea Peron. Due giorni dopo, all'arrivo della diciottesima tappa, tagliando per primo il traguardo, Lance Armstrong alzò le dita al cielo dedicando la vittoria di tappa allo sfortunato compagno di squadra. Nel 1997 venne eretta una stele nel luogo della tragedia, di fronte alla quale i corridori del Tour de France si fermano in raccoglimento in un minuto di silenzio in memoria di Fabio Casartelli ogni qual volta il percorso del Tour de France passa per il Colle di Portet-d'Aspet. Poiché era molto legato a Forlì, città della sua compagna e anche luogo natale di suo figlio, a Fabio Casartelli è stata dedicata, con un'apposita targa commemorativa, la nuova pista ciclabile che, dal 2016, collega Forlì con Forlimpopoli. La Fondazione Fabio Casartelli organizza in ricordo dello sfortunato campione la Mediofondo "Fabio Casartelli", una manifestazione dalla spiccata vocazione non agonistica rivolta a cicloamatori e cicloturisti di ambo i sessi ad Albese con Cassano. Casartelli è il terzo dei tre ciclisti deceduti sulle strade del Tour de France, dopo Francisco Cepeda nel Tour de France 1935 e Tommy Simpson al Tour de France 1967 |
| José Antonio Espinosa    | -        | Ciclista su strada                         | 1996, 20 ottobre   | Spagna            | Il 19 ottobre 1996, durante il Criterium de Fuenlabrada, investì un organizzatore della manifestazione e cadendo sbatté la testa sulla strada; trasportato all'Ospedale San Carlos di Madrid, venne operato per un edema cerebrale, in condizioni di coma, ma spirò il giorno successivo |
| Manuel Sanroma           | -        | Ciclista su strada                         | 1999, 19 giugno    | Spagna            | Nella seconda tappa della Volta a Catalunya del 1999, Sanroma partì come favorito, ma a 1 km dall'arrivo di Vilanova i Geltru cadde di testa sul cordolo in pietra della strada. Lo spagnolo morì in ambulanza durante il trasporto in ospedale |
| Saúl Morales             | -        | Ciclista su strada                         | 2000, 28 febbraio  | Spagna            | Durante il Tour of Argentina del 2000, Morales fu colpito da un furgone che per errore si ritrovò fra i corridori. In segno di protesta, molte squadre europee abbandonarono la corsa e dal 2000 la corsa non fu più disputata |
| Nicole Reinhart          | -        | Ciclista su strada                         | 2000, 17 settembre | Stati Uniti       | Reinhart rimase uccisa in un circuito di 68 km durante una competizione durante il percorrimento di un viale di 6 km ad Arlington, nel Massachusetts. Reinhart colpì con il piede sinistro e il relativo pedale il cordolo, finendo catapultata contro un albero. L'incidente avvenne durante l'ultima delle 4 frazioni del 2000 BMC Software Cycling Grand Prix. Reinhart aveva vinto le precedenti 3 frazioni e stava lottando per la vittoria della quarta e ultima, in considerazione del premio extra offerto dall'organizzazione di $250.000 per chi avesse vinto tutte e 4 le gare. Tale premio fu devoluto alla famiglia della vittima, con i quali fu istituita la Nicole Reinhart Foundation a Macungie, in Pennsylvania, in suo ricordo. Le fu poi dedicato nel 2001 un parco alla Cutter School di Arlington, in Massachusetts. Nel 2004, Reinhart fu inserita postuma nella Lehigh Valley Velodrome Hall of Fame a Breinigsville, in Pennsylvania |
| Andrej Kivilëv           | -        | Ciclista su strada                         | 2003, 12 marzo     | Kazakistan        | L'11 marzo 2003, mentre era in testa insieme ad altri due corridori nella Parigi-Nizza, franò addosso alla bicicletta del ciclista Volker Ordowski (che era scivolato in precedenza per un problema meccanico) e cadde a terra, battendo violentemente la testa: rimasto privo di sensi, venne trasportato all'ospedale di Saint-Chamond, dove entrò in coma vigile e con un trauma cranico-facciale; trasportato all'ospedale di Saint-Étienne, morì a causa di edema. Fu soltanto con la sua morte che si arrivò a una ferma decisione in merito a rendere obbligatorio l'uso del casco nella categoria dei professionisti. Il suo utilizzo divenne obbligatorio dallo stesso anno anche se fino al 2005 era possibile toglierlo in alcune parti della gara. Dal 2006 il casco obbligatorio divenne permanente |
| Garrett Lemire           | -        | Ciclista su strada (dilettante)            | 2003, 15 marzo     | Stati Uniti       | Durante la seconda tappa del Tucson Bicycle Classic, Lemire morì in un frontale con una macchina cercando di evitare tre ciclisti caduti a terra |
| Juan Barrero             | -        | Ciclista su strada (dilettante)            | 2004, 11 giugno    | Colombia          | Barrero morì in seguito a una caduta al Tour of Colombia occorsa durante una discesa ad alta velocità nella prima parte della tappa. Barrero morì in ospedale poco dopo l'incidente |
| Tim Pauwels              | -        | Ciclocrossista                             | 2004, 26 settembre | Belgio            | Morto durante una competizione di inizio stagione di ciclocross a Erpe-Mere, in Belgio. Il decesso avvenne a seguito di una caduta, anche se alcune fonti riportano che Pauwels avrebbe avuto un arresto cardiaco precedente (e quindi causa) della caduta |
| Alessio Galletti         | -        | Ciclista su strada                         | 2005, 15 giugno    | Italia            | Galletti morì in gara il 15 giugno 2005: un arresto cardio-circolatorio lo stroncò a 15 km dall'arrivo della Subida al Naranco, in Spagna, e l'immediato trasporto all'ospedale di Oviedo risultò vano. Lasciò un figlio di nove mesi e la moglie Consuelo in attesa del secondogenito |
| Isaac Gálvez             | -        | Ciclista su pista                          | 2006, 26 novembre  | Spagna            | Morì all'età di 31 anni durante la Sei giorni di Gand, in Belgio, dopo essersi scontrato con Dimitri De Fauw e aver impattato una balaustra, subendo gravi ferite interne; al momento dell'incidente era sposato da tre settimane. Dopo l'accaduto, Dimitri De Fauw cadde in depressione, fino a togliersi la vita il 6 novembre 2009. Dopo che la seconda tappa dell'edizione della Vuelta a Murcia 2007 fu annullata a causa di forti venti, gli organizzatori assegnarono i premi di giornata a Gálvez in suo ricordo. Il pistard spagnolo si era laureato in due occasioni campione del mondo nel madison, titolo di cui era campione in carica al momento della morte |
| Bruno Neves              | -        | Ciclista su strada                         | 2008, 11 maggio    | Portogallo        | È morto dopo essere stato colpito da arresto cardiaco durante la Clássica de Amarante; in un primo momento la causa del decesso era stata attribuita alle ferite riportate nell'incidente. La sua morte è stata collegata a un utilizzo di doping da parte di Neves, comunque mai riscontrato durante la carriera del ciclista |
| Thomas Casarotto         | -        | Ciclista su strada                         | 2010, 15 settembre | Italia            | Il 10 settembre 2010, nel corso del Giro del Friuli Venezia Giulia a Pesariis, Casarotto colpì lo specchietto di un SUV parcheggiato a bordo strada, cadendo. L'italiano morì cinque giorni dopo a causa delle ferite provocategli dalla caduta alla testa |
| Wouter Weylandt          | -        | Ciclista su strada                         | 2011, 9 maggio     | Belgio            | Nel corso della terza tappa del Giro d'Italia 2011, è vittima di una grave caduta lungo la discesa del Passo del Bocco, in frazione di Isola di Borgonovo di Mezzanego. Nonostante l'intervento dei sanitari, che per circa quaranta minuti tentano la rianimazione, Weylandt muore. L'indomani la tappa con arrivo a Livorno viene neutralizzata in segno di cordoglio, con tutta la squadra dello sfortunato belga, la Leopard Trek, e l'amico Tyler Farrar che tagliarono il traguardo distanziati dal resto del gruppo, prima di ritirarsi dalla competizione. L'intero montepremi della tappa fu inoltre devoluto alla famiglia di Weylandt. Dopo la scomparsa, oltre ai tantissimi tifosi lungo le strade percorse dalla carovana, anche l'organizzazione ha voluto ricordare lo sfortunato atleta: da menzionare, sul palco della premiazione finale in piazza Duomo, la scritta "108 WW Always With Us" e la fascia rosa sull'asfalto dopo la linea del traguardo della crono finale con la scritta "WW 108". Dopo la sua scomparsa l'organizzazione del Giro d'Italia ha deciso, in suo onore, di ritirare il dorsale numero 108 nelle successive edizioni della corsa; la terza tappa del Giro d'Italia 2012 è stata inoltre a lui dedicata. In carriera Weylandt era riuscito a imporsi in una tappa del Giro d'Italia 2010 e in una tappa della Vuelta a España 2008. Quella Weylandt è la quarta delle quattro morti sulle strade del Giro d'Italia, seguendo quelle di Orfeo Ponsin nel 1952, Juan Manuel Santisteban nel 1976 ed Emilio Ravasio nel 1986 |
| Wouter Dewilde           | -        | Ciclista su strada (élite senza contratto) | 2013, 1º marzo     | Belgio            | Dewilde fu coinvolto in un incidente rivelatosi fatale durante una gara regionale per élite senza contratto a Bruges, nelle Fiandre Occidentali del Belgio |
| Junior Heffernan         | -        | Ciclista su strada (dilettante)            | 2013, 3 marzo      | Irlanda           | Heffernan morì in seguito a una collisione con una macchina nel corso dell Severn Bridge Road Race, competizione che si disputa a Gloucestershire |
| Jeanné Nell              | -        | Ciclista su pista                          | 2014, 11 febbraio  | Sudafrica         | Morto a Città del Capo, in Sudafrica, nel corso di una competizione su pista nella specialità del keirin |
| Annefleur Kalvenhaar     | -        | Biker                                      | 2014, 23 agosto    | Paesi Bassi       | Il 22 agosto, durante una prova di Coppa del mondo di mountain bike, nella competizione Cross-country elimination, la ciclista olandese cadde battendo violentemente su un ponte. Il trasporto d'urgenza in elicottero all'ospedale di Grenoble non si rivelò sufficiente e la biker spirò il giorno successivo |
| Antoine Demoitié         | -        | Ciclista su strada                         | 2016, 27 marzo     | Belgio            | Il venticinquenne belga stava partecipando alla Gand-Wevelgem 2016, quando rimase coinvolto in una caduta di gruppo presso Sainte-Marie-Cappel. A terra, fu travolto da una moto del servizio corsa. I danni causati dall'impatto causarono la morte del ciclista la sera stessa in ospedale |
| Randall Fox              | -        | Ciclista su strada (dilettante)            | 2016, 29 marzo     | Stati Uniti       | Durante una gara universitaria, il ciclista statunitense perse il controllo della propria bici nel corso della discesa, andando a sbattere contro il guard rail in un impatto rivelatosi fatale |
| Gijs Verdick             | -        | Ciclista su strada                         | 2016, 9 Maggio     | Paesi Bassi       | Nella notte fra il 2 e il 3 maggio 2016, Verdick fu colpito da due attacchi di cuore. L'olandese stava partecipando a una competizione riservata alla categoria under 23, la Carpathian Couriers Race in Polonia. L'8 maggio fu trasportato dalla Polonia all'Isala hospital di Zwolle, nei Paesi Bassi, dove morì il giorno seguente. Dopo la sua morte, diversi suoi organi furono donati |
| Diego Andrés Suta Robayo | -        | Ciclista su strada (dilettante)            | 2016, 30 agosto    | Colombia          | Il giovane colombiano cadde riportando gravi danni alla testa nel corso della discesa di Alto de Daza, posta al 12° chilometro della seconda tappa della Vuelta de la Juventud, lunga complessivamente 162 km |
| Bahman Golbarnezhad      | -        | Ciclista su strada (paralimpico)           | 2016, 17 settembre | Iran              | Veterano della guerra Iran-Iraq, durante il servizio alle armi, nel 1988 aveva perso la gamba sinistra a causa di una mina terrestre. Dopo essersi dedicato con discreto successo nel sollevamento pesi e nella lotta, a seguito di un incidente a una spalla, decise di concentrarsi sul ciclismo su strada paralimpico. Già olimpionico grazie alla partecipazione ai XIV Giochi paralimpici estivi di Londra nel 2012, e superato il lutto della moglie e madre del proprio figlio, morta a causa di un cancro, l'iraniano ebbe la possibilità di rappresentare la sua nazione ai XV Giochi paralimpici estivi di Rio de Janeiro nel 2016 in quella che sarebbe stata la sua ultima gara, la prova in linea C 4-5 maschile di ciclismo su strada, riservata agli atleti con amputazioni agli arti inferiori e con una gamba munita di protesi. Verso le 10:40 circa ora locale, durante il primo giro di competizione, si lancia lungo le curve del circuito di Grumari ad alta velocità, ma una volta arrivato nelle vicinanze della zona di Prainha, impatta contro una pietra e perde il controllo del suo mezzo, battendo violentemente la testa contro l'asfalto. Finito in una canalina per lo scolo dell’acqua, è soccorso immediatamente sul luogo, ma durante il trasporto in ambulanza verso l’ospedale di Barra da Tijuca è vittima di un arresto cardiaco. Ricoverato con un grave trauma cranico, i tentativi di rianimarlo all'ospedale Barra d'Or si rivelano inutili e dopo alcuni tentennamenti gli organi ufficiali del Comitato Paralimpico Internazionale ne comunicano ufficialmente il decesso alle ore 18. Benché si trattasse di vie differenti, le pericolose strade affrontate nel circuito ciclistico erano già state centro di attenzione nel corso dei Giochi olimpici disputatisi un mese prima, con una sequenza di rovinose cadute avvenute in discesa come ad esempio quella dell'italiano Vincenzo Nibali e quella dell'olandese Annemiek Van Vleuten. Immediate sono state le condoglianze dell'ambiente sportivo e degli organi paralimpici, mentre il segretario generale del comitato paralimpico iraniano Masoud Ashrafi l’ha definito "il miglior ciclista paralimpico iraniano". La squadra di sitting volley iraniana ha dedicato più tardi la sua vittoria dell'oro alla memoria di Golbarnezhad. In suo ricordo è stato osservato un minuto di silenzio durante la cerimonia di chiusura dei Giochi paralimpici al Maracanã. L'Unione Ciclistica Internazionale ha annunciato in seguito l'avvio di un'investigazione in merito alla morte di Golbarnezhad. I funerali di Golbarnezhad si sono svolti a Teheran il 22 settembre 2016. La sua morte costituisce il terzo decesso avvenuto fra gli atleti durante la partecipazione ai Giochi olimpici, il primo se si considera nello specifico i Giochi paralimpici |
| Eslam Nasser Zaki        | -        | Ciclista su pista                          | 2017, 20 marzo     | Egitto            | L'egiziano fu colpito da un attacco cardiaco rivelatosi fatale durante la gara di omnium ai Campionati africani di ciclismo su pista al Cyril Geoghegan Velodrome di Durban, in Sudafrica. Al momento del decesso, Zaki militava per il Bahraini VIB Bikes road race team |
| Mike Hall                | -        | Ultraciclista                              | 2017, 31 marzo     | Gran Bretagna     | Morto dopo essere stato investito da una macchina nei sobborghi di Canberra, in Australia. Hall stava partecipando a una competizione di ultracycling di 5 310 km nota come Indian Pacific Wheel Race e si trovava al secondo posto. La corsa fu poi annullata in seguito all'incidente |
| Michael Goolaerts        | -        | Ciclista su strada                         | 2018, 8 aprile     | Belgio            | Morto durante la Parigi-Roubaix 2018 a causa di un infarto |
| Bjorg Lambrecht          | -        | Ciclista su strada                         | 2019, 5 agosto     | Belgio            | Morto a causa di una caduta nella terza tappa del Giro di Polonia 2019 |
| Gino Mäder               | -        | Ciclista su strada                         | 2023, 16 giugno    | Svizzera          | Morto a causa di una caduta nella quinta tappa al Giro di Svizzera 2023 |

## Ciclisti morti in allenamento o in seguito a incidenti avvenuti in allenamento
| Nome             | Immagini | Status competitivo | Data del decesso  | Nazionalità | Informazioni aggiuntive |
| ---------------- | -------- | ------------------ | ----------------- | ----------- | --- |
| Ernst Feja       | -        | Ciclista su pista  | 1927, 1º giugno   | Germania    | Morto durante un allenamento nel Velodromo di Oerlikon di Zurigo |
| Daan Myngheer    | -        | Ciclista su strada | 2016, 28 marzo    | Belgio      | Il 26 marzo 2016, mentre si trovava in Corsica a Porto Vecchio per disputare il Critérium International 2016, è colpito da un infarto e ricoverato ad Ajaccio, dove muore due giorni dopo a soli 22 anni |
| Michele Scarponi | -        | Ciclista su strada | 2017, 22 aprile   | Italia      | Morto investito da un furgone durante un allenamento a Filottrano in vista del Giro d'Italia 2017 |
| Davide Rebellin  | -        | Ciclista su strada | 2022, 30 novembre | Italia      | Morto dopo poche settimane dalla fine della sua carriera professionistica. Investito da un camion |
| Tijl De Decker   | -        | Ciclista su strada | 2023, 25 agosto   | Belgio      | Investito da un'autovettura durante l'allenamento. Morto dopo due giorni di agonia |